# Only the Good Die Young
Only the Good Die Young è un singolo del cantautore statunitense Billy Joel, pubblicato nel 1978 ed estratto dall'album The Stranger.

## Tracce
7"
1. Only the Good Die Young – 3:55
2. Get It Right the First Time – 3:32